# Анисимова, Анастасия Тимофеевна
Анастасия Тимофеевна Анисимова (26 января 1919, Ростов-на-Дону ― 2012) ― врач-хирург, кандидат медицинских наук, «Отличник здравоохранения». Участник Великой Отечественной войны.

## Биография
Анастасия Тимофеевна родилась 26 января 1919 года в городе Ростове-на-Дону. В 1936 году поступила в Ростовский медицинский институт, который окончила 30 июня 1941 года, выпускница «Огненного выпуска». Анастасия Тимофеевна Анисимова со студенческой скамьи в ряду врачей «Огненного выпуска» 1941 года была призвана в армию. Анисимову А. Т. направили в Моздокский район на врачебный участок врачом-хирургом. Анастасия Тимофеевна с 21 августа 1941 года и до ноября 1945 года в должности врача-хирурга находилась на Южном и Сталинградском фронтах, спасала жизнь многим тяжелораненым.
Анастасия Тимофеевна Анисимова в военные и послевоенные годы неоднократно получала благодарность «За отличную работу, высокую производительность труда, самоотверженный труд по лечению и уходу за больными». Награждена Орденом Отечественной войны II степени и медалями. Ветеран Великой Отечественной войны.
После Великой Отечественной войны с 1945 по 1956 годы работала в городе Ростове-на-Дону в госпитале инвалидов Великой Отечественной войны. В 1956―1961 годах трудилась в больнице № 1 (ЦГБ) города Ростова-на-Дону в хирургическом отделении врачом-хирургом.
С 1961 года Анисимова А. Т. работала в Ростовском медицинском институте на кафедре госпитальной хирургии ординатором, с 1966 по 1990 годы  была ассистентом кафедры госпитальной хирургии. В 1990―2000 годах работала в региональном Межведомственном экспертном совете при Ростовском государственном медицинском университете. В 1990―2002 годах Анастасия Тимофеевна была врачом экспертного совета по Чернобылю.
В 1965 году защитила кандидатскую диссертацию на тему «Оценка внешнего дыхания при хирургическом лечении хронических нагноений лёгких». Является автором более 70 научных работ, проводила занятия с ординаторами, подготовила десятки высокопрофессиональных хирургов. Анастасия Тимофеевна Анисимова принимала  участие в научных съездах, конференциях, симпозиумах.
Анисимова А. Т. награждена  медалью «Ветеран труда» за добросовестную, профессиональную работу и общественную деятельность. Инвалид второй группы по общему заболеванию.
Умерла Анисимова Анастасия Тимофеевна в 2012 году.

## Награды и звания
- Орден Отечественной войны II степени,

- Медаль «За боевые заслуги»,

- Медаль «В ознаменование 100-летия со дня рождения Владимира Ильича Ленина»,

- Медаль Жукова,

- Юбилейная медаль «70 лет Вооружённых Сил СССР»,

- Медаль «За победу над Германией в Великой Отечественной войне 1941—1945 гг.»,

- Медаль «Ветеран труда»,

- Значок «Отличнику здравоохранения» (СССР),

- Кандидат медицинских наук

- Благодарность «За отличную работу, высокую производительность труда, самоотверженный труд по лечению и уходу за больными».